# Elaphoglossum alan-smithii
Elaphoglossum alan-smithii là một loài dương xỉ trong họ Dryopteridaceae. Loài này được Mickel mô tả khoa học đầu tiên năm 1980.